# 빗추국

빗추 국

빗추국(일본어: 備中国 빗추노쿠니[*], 문화어: 빗쮸국)은 산요도에 있던 일본의 옛 구니이다. 현재의 오카야마현 서부에 해당한다.

## 군
- 쓰우군(일본어판)(都宇郡 / 津宇郡)
- 구보야군(일본어판)(窪屋郡)
- 가야군(일본어판)(賀陽郡 / 賀夜郡, 가요 군이라고도 읽음)
- 시모쓰미치군(일본어판)(下道郡)
- 아사쿠치군(浅口郡)
- 오다군(小田郡 / 小多郡)
- 시쓰키군(일본어판)(後月郡)
- 뎃타군(일본어판)(哲多郡, 데쓰타 군・데타 군이라고도 읽음)
- 아카군(일본어판)(阿賀郡 / 英賀郡, 아가 군이라고도 읽음)